# D类放大器

D类放大器示意圖

D类放大器是一种放大器電路。歷史上第一个D类放大器由英国科学家亚历克·里夫斯於1950年代发明。1955年，亚历克·里夫斯將自己的發明稱之為「D类放大器」。1964年，Sinclair Radionics发布了第一款商業化的D类放大器。